# AEW St. Patrick's Day Slam
AEW St. Patrick's Day Slam es un evento de lucha libre profesional producido por All Elite Wrestling (AEW). El evento fue establecido por la empresa desde el 2021, como un episodio especial del programa de televisión semanal insignia de la empresa, Dynamite.

## Fechas y lugares
| Evento                        | Fecha                     | Lugar                       | Estadio            | Evento principal                       |
| ----------------------------- | ------------------------- | --------------------------- | ------------------ | -------------------------------------- |
| St. Patrick's Day Slam (2021) | 17 de marzo de 2021       | Jacksonville, Florida       | Daily's Place      | Dr. Britt Baker D.M.D vs. Thunder Rosa |
| St. Patrick's Day Slam (2022) | 16 y 18 de marzo de 2022. | San Antonio, Texas          | Freeman Coliseum   | Dr. Britt Baker D.M.D vs. Thunder Rosa |
| St. Patrick's Day Slam (2023) | 17 de marzo de 2023.      | Winnipeg, Manitoba, Canada. | Canada Life Centre | Daniel Garcia vs. Brody King           |

## Ediciones

### 2021
St. Patrick's Day Slam  2021 fue un especial de televisión de Dynamite, tuvo lugar el 17 de marzo de 2021 en el Daily's Place en Jacksonville, Florida.

#### Resultados
- Cody Rhodes (con Arn Anderson) derrotó a Penta El Zero M (10:08).
  - Rhodes cubrió a Penta después de revertir un «Cross Armbreaker» en un «Roll-Up».
  - Después de la lucha, Penta atacó a Rhodes, pero fue detenido por Dustin Rhodes, Gunn Club (Billy, Austin Gunn & Colten Gunn) y QT Marshall.
- Jade Cargill (con Mark Sterlling) derrotó a Dani Jordyn (1:12).
  - Cargill cubrió a Jordyn después de un «Jaded».
- Matt Hardy, Private Party (Isiah Kassidy & Marq Quen) y The Butcher & The Blade (con The Bunny) derrotaron a Jurassic Express (Jungle Boy, Luchasaurus & Marko Stunt) y Bear Country (Bear Bronson & Bear Boulder) (8:47).
  - Hardy cubrió a Stunt después de un «Giro del destino».
- Jon Moxley & Eddie Kingston derrotaron a The Good Brothers (Doc Gallows & Karl Anderson) (9:52).
  - Moxley cubrió a Anderson con un «Roll-Up».
- Rey Fénix derrotó a Angélico (con Jack Evans) (7:31)
  - Fénix cubrió a Angelico después de un «Shoulder Carry Piledriver».
- Thunder Rosa derrotó a Dr. Britt Baker D.M.D en un Unsanctioned Lights Out Match (16:37).
  - Rosa cubrió a Baker después de un «Fire Thunder Driver» desde el filo del ring contra una mesa de ringside.

### 2022
St. Patrick's Day Slam 2022 fue un especial que se transmitió el 16 y 18 de marzo de 2022 por el canal televisivo estadounidense TBS como especiales de los programas de televisión semanales Dynamite y Rampage, desde el Freeman Coliseum en San Antonio, Texas.

#### Dynamite 16 de Marzo
- Adam Cole y ReDRagon (Bobby Fish & Kyle O'Reilly) derrotaron a "Hangman" Adam Page y Jurassic Express (Jungle Boy & Luchasaurus)
  - Cole cubrió a Jungle Boy después de un «The Boom».
- Bryan Danielson & Jon Moxley (con William Regal) derrotaron a Best Friends (Chuck Taylor & Wheeler Yuta).
  - Moxley forzó a Yuta a rendirse con un «Bulldog Choke».
  - Después de la lucha, Regal atacó a Yuta.
- Scorpio Sky (con Dan Lambert, Paige VanZant y Austin Vanderford) derrotó a Wardlow y retuvo el Campeonato TNT de AEW.
  - Sky cubrió a Wardlow con un «Roll-Up».
  - Durante la lucha, Lambert, Shawn Spears y MJF interfirieron en contra de Wardlow.
  - Después de la lucha, Vanderford, Spears y MJF atacaron a Wardlow.
- The Hardys (Matt Hardy & Jeff Hardy) derrotaron a Private Party (Isiah Kassidy & Marq Quen)
  - Jeff cubrió a Quen después de un «Swanton Bomb».
  - Después de la lucha, Private Party y A.F.O. atacaron a The Hardys, pero fueron detenidos por Darby Allin & Sting.
- Thunder Rosa derrotó a Dr. Britt Baker, D.M.D en un Steel Cage Match y ganó el Campeonato Mundial Femenino de AEW.
  - Rosa cubrió a Baker después de un «Fire Thunder Driver» sobre tachuelas.
  - Rebel y Jamie Hayter tenían prohibido interferir en la lucha, de lo contrario, Baker perdería el título.

#### Rampage 18 de Marzo
- Darby Allin derrotó a The Butcher (con The Blade).
  - Allin ganó la lucha después que The Butcher no llegara al ring luego del conteo de 10.
  - Después de la lucha, The Blade, Private Party (Isiah Kassidy & Marq Quen) & Andrade El Ídolo confrontaron a Allin,  pero fueron detenidos por Sting & The Hardys (Matt Hardy & Jeff Hardy).
- Red Velvet derrotó a Leyla Hirsch.
  - Red Velvet cubrió a Hirsch con un «Roll-Up».
  - Durante la lucha, Kris Statlander interfirió a favor de Red Velvet.
- House of Black (Malakai Black, Brody King & Buddy Matthews) derrotaron a Bear Country (Bear Bronson y Bear Boulder) y Fuego del Sol
  - Matthews cubrió a Fuego del Sol después de un «Murphy’s Law».
- Keith Lee derrotó a Max Caster (con Anthony Bowens).
  - Lee cubrió  a Caster después de un «Big Bang Catastrophe».
  - Durante la lucha, Bowens interfirió a favor de Caster
  - Después de la lucha, Ricky Starks, Powerhouse Hobbs y The Acclaimed atacaron a Lee, pero fueron detenidos por Swerve Strickland.

### 2023
St. Patrick's Day Slam 2023 fue un especial de televisión que se transmitió el 17 de marzo de 2023 por el canal televisivo estadounidense TNT como especial del programa de televisión semanal Rampage, desde el Canada Life Centre en Winnipeg, Manitoba, Canada.

#### Resultados
- Powerhouse Hobbs (con Aaron Solow & QT Marshall) derrotó a Rey Fénix (con Alex Abrahantes) y retuvo el Campeonato TNT de AEW.
  - Hobbs cubrió a Fénix después de un «Town Business».
  - Durante la lucha Marshall interfirio a favor de Hobbs, mientras que Abrahantes interfirio a favor de Fénix.
- Taya Valkyrie derrotó a  Ava Lawless.
  - Valkyrie cubrió a Lawless después de un «Road to Valhalla»
  - Este fue el debut de Valkyrie en AEW.
- Jericho Appreciation Society (Matt Menard & Angelo Parker) derrotaron a The Bollywood Boyz (Gurv Sihra y Harv Sihra).
  - Parker cubrió a Gurv después de un «Double Elevated DDT».
- Daniel Garcia derrotó a Brody King.
  - Garcia dejó inconsciente a King después de un «Dragon Slepper».
  - Durante la lucha, Chris Jericho interfirió a favor de Garcia.